# 류촨즈

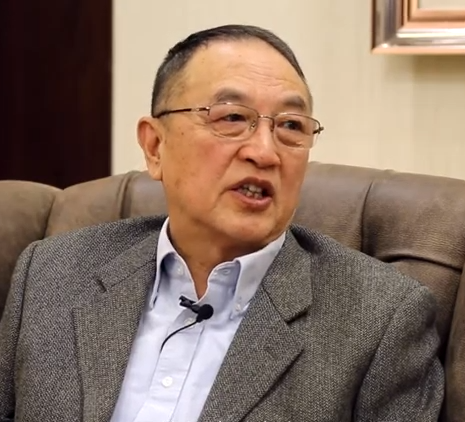
류촨즈

류촨즈(중국어 간체자: 柳传志, 정체자: 柳傳志, 병음: Liǔ Chuánzhì, 1944년 4월 29일 ~ )는 중화인민공화국의 기업인으로 중국 최대의 민영 기업 레노버와 모기업 레전드 홀딩스 등을 소유한 투자자이기도 하다.
1966년 시안 군사 전신 전문 학교를 졸업하고 쓰촨성 청두로 내려가 국방위원회 연구원으로 일을 시작했다. 그러나 문화 대혁명으로 인해 후난성 해방농장으로 내려가야 했고 이후 광둥성의 농장까지 전진하다 개혁 개방 정책으로 1979년 중국과학원 컴퓨터기술연구소로 발령받게 된다.
1984년 연구소 경비 초소로 쓰이던 7평 벽돌 건물에서 10명의 동료와 함께 현 레노버의 전신 롄샹을 설립했고 창업 초반에는 사기를 당하는 등 어려움도 많았지만 과학원의 IBM 컴퓨터 500대를 사들이면서 컴퓨터 사업에 주력하기 시작했다.
이후 1997년 북경의 레노버를 인수하고 2005년 17억 5000만 달러의 거액으로 IBM의 PC사업 부문을 인수해 레노버는 단숨에 세계 3위로 뛰어오르며 세계를 놀라게 했다. 이후 회장직을 양위안칭에게 넘기고 물러났다가 2008년 다시 복귀해 브라질의 PC 업체 포지티보 인수에 나서기도 했다.
2000년 1월 《포춘》 선정 아시아 최고의 비즈니스맨으로 선정되었다.